# الإرهاب و وسائل التواصل الاجتماعي
الإرهاب ووسائل التواصل الاجتماعي أصبح اليوم الإرهاب متصلا بمواقع التواصل الاجتماعي بما في ذلك فايسبوك، تويتر، يوتيوب. يستغل الارهابيون مثل هذه الوسائل لنشر رسائلهم و أهدافهم الإرهابية. العلاقة بين الإرهاب و الإعلام موجودة منذ فترة.